# Kaalama
Kaalama is een watergang, die stroomt in de Zweedse  gemeente Kirun. De rivier verzorgt de afwatering van het (Grote) Luongasmeer en het aangrenzende Kaalamamoeras (Kaalamavuoma). De waterweg is circa 2,5 kilometer lang, voordat ze samenstroomt met de Luongasrivier.
Afwatering: Kaalama → Luongasrivier → Torne → Botnische Golf